# Mrouzia

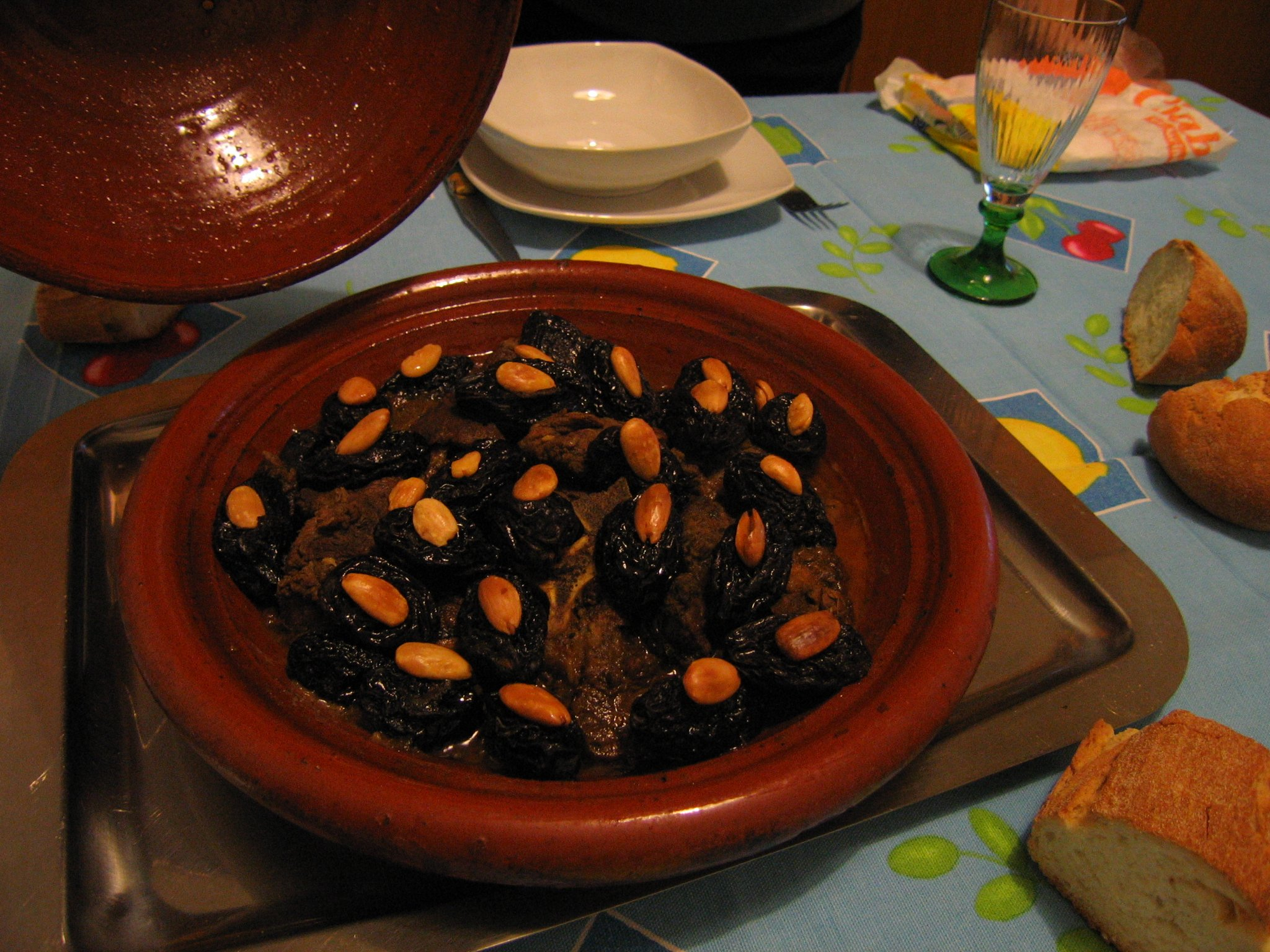
Mrouzia.

Mrouzia es un plato muy popular en la cocinas de Marruecos. Se trata de una preparación en forma de tajín (un estofado) elaborado con sabor dulce gracias al empleo de miel, canela y almendras, todo ello aromatizado con una mezcla de especias denominada Ras el hanout. El tajine es uno de los platos tradicionales del festival musulmán del Eid al-Adha (Festival del sacrificio). Es por esta razón que se emplea la carne de cordero sacrificada como ritual específico en esta celebración.